# Imre Steindl
Imre Steindl (în maghiară Steindl Imre; n. 29 octombrie 1839, Pesta, Regatul Ungariei – d. 31 august 1902, Budapesta, Austro-Ungaria) a fost un arhitect ungur. Principalele sale stiluri arhitecturale au fost cel neogotic și cel neorenascentist. Printre cele mai  importante lucrări ale sale se numără Palatul Administrativ din Arad și Parlamentul din Budapesta.

## Biografie
Steindl a fost educat și a absolvit Școala Tehnică Iosefină din Budapesta (actuala Universitate de Tehnologie și Economie). Ulterior a studiat și absolvit și Academia de Artă din Viena. S-a întors la Budapesta, unde a fost profesor universitar la Școala Iosefină din 1869. A devenit membru al Academiei Maghiare de Științe în 1898.

## Opere
Printre numeroasele edificii importante pe care Steindl le-a renovat se numără mănăstirea franciscană din Seghedin. 